# Gewöhnliche Steinimmortelle
Die Gewöhnliche Steinimmortelle (Phagnalon rupestre) ist eine Pflanzenart aus der Familie der Korbblütengewächse (Asteraceae).

## Merkmale
Die Gewöhnliche Steinimmortelle ist ein kleiner  Halbstrauch, der Wuchshöhen von 15 bis  50 Zentimetern erreicht. Die Zweige sind dicht weißfilzig. Die 1 bis 4 Zentimeter langen Blätter sind schmal eiförmig-lanzettlich. Die unteren Blätter verschmälern sich an der Basis, während die oberen mit verbreitertem Grund sitzen. Der Blattrand ist schwach gezähnt, gewellt und mehr oder weniger stark umgerollt. Die Blattoberseite ist dünn spinnwebig und dunkelgrün, die Unterseite dagegen dicht weißfilzig. Die Köpfchen sind einzeln, lang gestielt und haben ungefähr einen Durchmesser von 1 Zentimeter. Die Röhrenblüten sind gelb, ihre Hüllblätter kahl, häutig bräunlich und dicht angedrückt. Während die äußeren stumpf und eiförmig bis dreieckig sind, findet man bei den mittleren Hüllblättern keinen gewellten Rand.
Die Blütezeit reicht von März bis Juli.

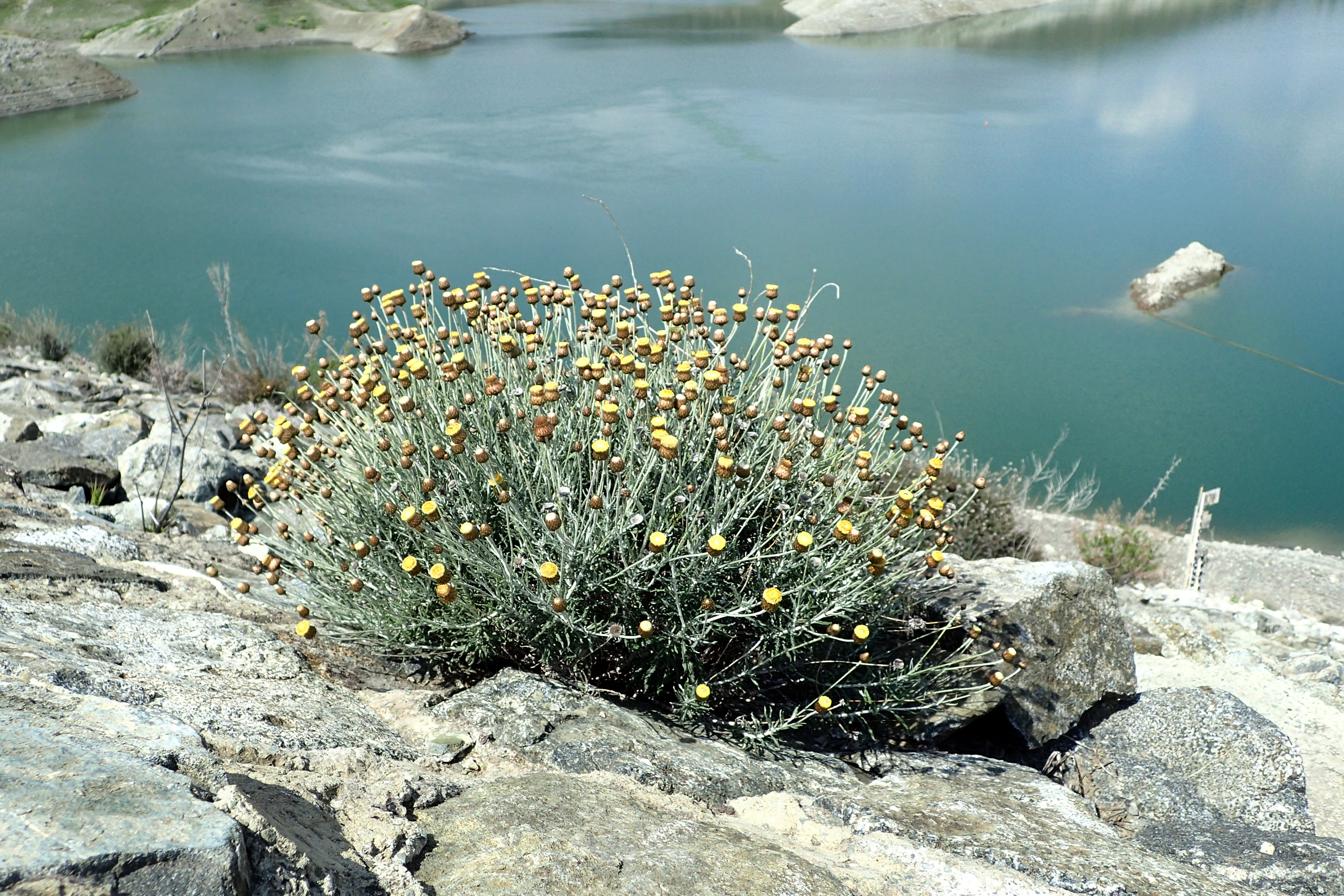
Gewöhnliche Steinimmortelle (Phagnalon rupestre) in Zypern

## Vorkommen
Die Gewöhnliche Steinimmortelle kommt im Mittelmeerraum, auf den Kanarischen Inseln und in Südwest-Asien vor. Die Art wächst in Felsfluren und Garigues.

## Systematik
Man kann mehrere Unterarten unterscheiden:
- Phagnalon rupestre subsp. graecum (Boiss. & Heldr.) Batt. (Syn.: Phagnalon graecum Boiss. & Heldr.): Sie kommt auf Menorca, in Sizilien, Malta, Libyen, auf der Balkanhalbinsel, in Zypern, Kreta, in der Ägäis und in der Türkei vor.[2] Die Chromosomenzahl ist 2n = 18.[3]
- Phagnalon rupestre subsp. illyricum (H. Lindb.) Ginzb. (Syn.: Phagnalon rupestre subsp. annoticum (Burnat) Pignatti, Phagnalon metlesicsii Pignatti[2]): Die Chromosomenzahl ist 2n = 18.[3]
- Phagnalon rupestre subsp. morisianum (Ces. & al.) Arcang.: Sie kommt nur auf Sardinien vor.[2]
- Phagnalon rupestre (L.) DC. subsp. rupestre: Sie kommt in Tunesien, Libyen, Ägypten, auf der Sinaihalbinsel, in Jordanien, Israel, Libanon, Syrien, Türkei und Zypern vor.[4] Die Chromosomenzahl ist 2n = 18.[3]

## Belege
1. 1 2 3 4  Peter Schönfelder, Ingrid Schönfelder: Was blüht am Mittelmeer? (= Kosmos-Naturführer). 1. Auflage. Franckh, Stuttgart 1987, ISBN 3-440-05790-9, S. 108.
2. 1 2 3 4  Werner Greuter (2006+): Compositae (pro parte majore). – In: W. Greuter & E. von Raab-Straube (Hrsg.): Compositae. Euro+Med Plantbase - the information resource for Euro-Mediterranean plant diversity. Datenblatt Phagnalon rupestre In: Euro+Med Plantbase - the information resource for Euro-Mediterranean plant diversity.
3. 1 2 3  Phagnalon rupestre bei Tropicos.org. In: IPCN Chromosome Reports. Missouri Botanical Garden, St. Louis
4. ↑   Phagnalon im Germplasm Resources Information Network (GRIN), USDA, ARS, National Genetic Resources Program. National Germplasm Resources Laboratory, Beltsville, Maryland. Abgerufen am 1. März 2018.